# Katastrofa lotu Garuda Indonesia 200
Katastrofa lotu Garuda Indonesia 200 – miała miejsce 7 marca 2007 roku w regionie Yogyakarta na wyspie Jawa. Do katastrofy doszło podczas lądowania Boeinga 737-400 na lotnisku w Yogyakarcie - lądowanie najprawdopodobniej nastąpiło przy zbyt dużej prędkości. Samolot opuścił pas, uderzył w barierkę, by ostatecznie znaleźć się na polu ryżowym. Pasażerowie w panice opuścili maszynę, na której wybuchł pożar. Jego gaszenie trwało dwie godziny.
Linie indonezyjskie Garuda, do których należał samolot, podały informację o 21 ofiarach śmiertelnych. Na pokładzie znajdowało się 140 osób, w tym 7 członków załogi. W gronie pasażerów znajdowała się m.in. grupa australijskich dziennikarzy i dyplomatów wracających z Dżakarty. Feralnego dnia kapitanem samolotu był Muhammad Komar, a drugim pilotem był Gagam Rohmana – obaj przeżyli katastrofę. 

## Narodowości pasażerów i załogi
| Kraj              | Pasażerowie | Załoga | Razem |
| ----------------- | ----------- | ------ | ----- |
| Indonezja         | 114         | 7      | 121   |
| Australia         | 10          | -      | 10    |
| Niemcy            | 5           | -      | 5     |
| Korea Południowa  | 2           | -      | 2     |
| Stany Zjednoczone | 2           | -      | 2     |
| Razem             | 133         | 7      | 140   |